# Forest-in-Teesdale
Forest-in-Teesdale – wieś w Anglii, w hrabstwie Durham. Leży 43 km na zachód od miasta Durham i 377 km na północ od Londynu.